# Tricentrus pallipes
Tricentrus pallipes är en insektsart som beskrevs av Kato 1928. Tricentrus pallipes ingår i släktet Tricentrus och familjen hornstritar. Inga underarter finns listade i Catalogue of Life.